# Queda de Damasco (2024)
A Queda de Damasco ocorreu em 7 de dezembro de 2024, quando as forças da oposição síria entraram na região da Zona Rural de Damasco pelo sul e chegaram a 20 quilômetros da capital Damasco. O Exército Árabe Sírio retirou-se de vários pontos da periferia. Simultaneamente ao avanço em direção a Damasco, a oposição Tahrir al-Sham e o Exército Nacional Sírio no norte lançaram uma ofensiva em Homs, enquanto o Exército Livre Sírio avançou para a capital a partir do sudeste. Em 8 de dezembro, as forças rebeldes entraram no bairro de Barzeh, na cidade. Segundo o Observatório Sírio de Direitos Humanos, Assad deixou Damasco por via aérea com destino desconhecido, enquanto a televisão estatal iraniana também noticiou a sua partida da capital.

## Prelúdio para a batalha
O Irã começou a retirar seu pessoal da Síria nas primeiras horas de 6 de dezembro, retirando os principais comandantes da Força Quds da Guarda Revolucionária e ordenando evacuações na embaixada iraniana em Damasco e nas bases do Guarda Revolucionária em toda a Síria. Os iranianos evacuados seguiram em direção ao Líbano e ao Iraque.
A captura de Homs cortou efetivamente Damasco dos redutos costeiros de al-Assad, Tartus e Latakia.
No início de 7 de dezembro, os rebeldes tinham capturado a maior parte da província de Daraa e da província de Sueida e concedido passagem segura a algumas forças pró-governamentais em direcção a Damasco.

## Batalha

### Ofensiva do sul de Damasco
Em 7 de dezembro, os rebeldes sírios anunciaram que começaram a cercar Damasco depois de capturar cidades próximas, com o comandante rebelde Hassan Abdel Ghani afirmando que "nossas forças começaram a implementar a fase final do cerco da capital Damasco". Os rebeldes começaram a cercar a capital depois de capturar Al-Sanamayn, uma cidade 20 quilômetros da entrada sul da capital síria.
Na região da Zona Rural de Damasco, as forças pró-governamentais retiraram-se das cidades de Assal Aluarde, Iabrude, Flita, Anacéria e Artuz, enquanto os rebeldes chegaram a 10 quilômetros de Damasco. O governo sírio negou as alegações de que o seu exército se tinha retirado de posições perto da cidade. À noite, as forças pró-governamentais abandonaram as cidades nos arredores de Damasco, incluindo Jaramana, Qatana, Muadamiyat al-Sham, Darayya, Al-Kiswah, Al-Dumayr, Daraa e locais perto da Base Aérea de Mezzeh.
De acordo com o Observatório Sírio de Direitos Humanos, os rebeldes sírios estavam ativos nos subúrbios de Jaramana, Muadamiyah e Darayya, em Damasco, e marchavam do leste em direcção a Harasta. Na praça principal de Jaramana, os manifestantes derrubaram uma estátua de Hafez al-Assad. À noite, as forças pró-governamentais retiraram-se alegadamente de vários subúrbios onde eclodiram protestos em grande escala.  Durante as primeiras horas de 8 de dezembro, o Observatório Sírio de Direitos Humanos informou que as forças do governo estavam a ser dissolvidas após terem sido informadas pelos seus superiores de que o regime tinha caído na sequência da partida de um voo privado de um aeroporto em Damasco.
De acordo com o The Guardian, vídeos mostraram forças do exército sírio removendo seus uniformes nas ruas de Damasco. O grupo rebelde Tahrir al-Sham (HTS) anunciou que começou a libertar prisioneiros da Prisão de Sednaya, uma instalação conhecida como um símbolo do controle do regime.
Um jornalista da Associated Press relatou ter visto moradores armados ao longo das estradas nos arredores de Damasco e encontrado a principal sede da polícia da cidade abandonada. Movimentos de tanques foram relatados nas praças centrais da capital, enquanto gritos de "Deus é grande" ecoavam nas mesquitas. A rádio pró-governamental Sham FM informou que o aeroporto de Damasco foi evacuado e todos os voos interrompidos.
Al-Hadath afirma que as forças sírias se retiraram do aeroporto de Damasco.

### Exército Livre Sírio avança no norte
À medida que as forças da Frente Sul avançavam nos subúrbios de Damasco, o Exército Livre Sírio foi relatado aproximando-se da capital pelo norte, após tomar o controle de Palmira.
Durante a noite, os rebeldes anunciaram que um “grupo” de altos funcionários do governo e oficiais militares em Damasco estavam se preparando para desertar para a oposição.

## Paradeiro de Bashar al-Assad
A mídia estatal síria negou as alegações de que Bashar al-Assad teria fugido de Damasco, descrevendo-as como "rumores e notícias falsas". Uma fonte com conhecimento da situação declarou que al-Assad não pôde ser encontrado em nenhum dos locais esperados em Damasco, onde normalmente está presente. A guarda presidencial de Assad não estava mais posicionada em sua residência habitual. No início da noite de 7 de dezembro, as forças rebeldes não encontraram nenhuma informação sólida sobre a localização de al-Assad e tentaram encontrá-lo. Mais tarde, altos oficiais sírios partilharam relatos de que Assad tinha fugido de Damasco num avião para um destino desconhecido.

## Reações
- Síria: O ministro do Interior da Síria, Mohammad al-Rahmoun, disse que as forças de segurança do governo criaram um “cordão militar muito forte” em torno de Damasco, que “ninguém pode penetrar”.[26]
- Qatar: O ministro das Relações Exteriores, Sheikh Mohammed bin Abdulrahman Al Thani, criticou Assad por não ter aproveitado a pausa anterior nos combates para tratar dos problemas subjacentes da Síria, afirmando que “Assad não aproveitou essa oportunidade para começar a se envolver e restaurar o relacionamento com seu povo”.[8]
- Nações Unidas: O enviado especial da ONU para a Síria, Geir Pedersen, pediu conversações urgentes em Genebra para garantir uma “transição política ordenada” e a implementação da Resolução 2254 do Conselho de Segurança.[8]